# Triangle Building

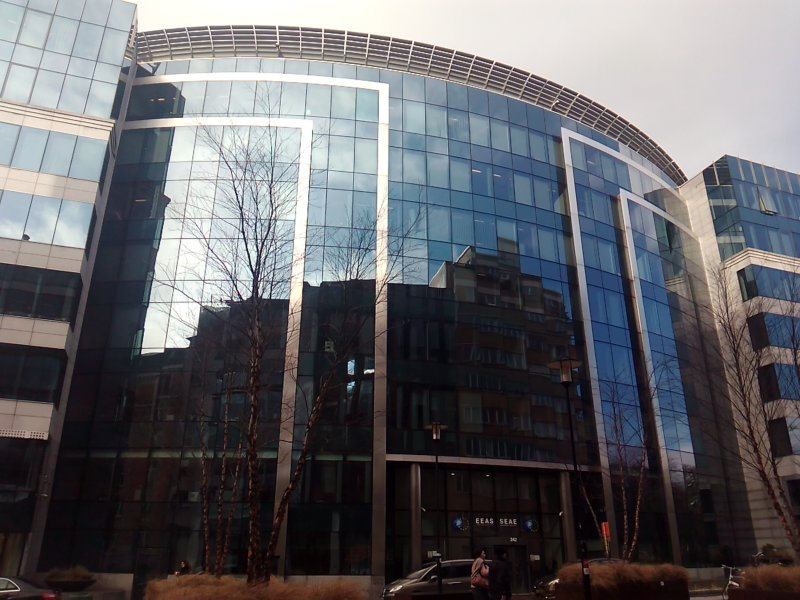
Triangle Building, Sitz des Europäischen Auswärtigen Dienstes

Das Triangle Building (deutsch: Dreiecksgebäude, früher auch als The Capital bekannt) ist Sitz des Hauptquartiers des Europäischen Auswärtigen Dienstes (EAD) und das Gebäude, in dem sich dessen größter Teil befindet.
Das siebenstöckige Bürogebäude liegt am Schuman-Kreisel im Herzen des Europäischen Viertels der belgischen Hauptstadt Brüssel. Im Februar 2012 wurde es durch das EAD-Personal bezogen. Seine Adresse lautet 1 Kortenberglaan / Avenue de Cortenbergh, Brüssel 1040, Belgien.

## Geschichte

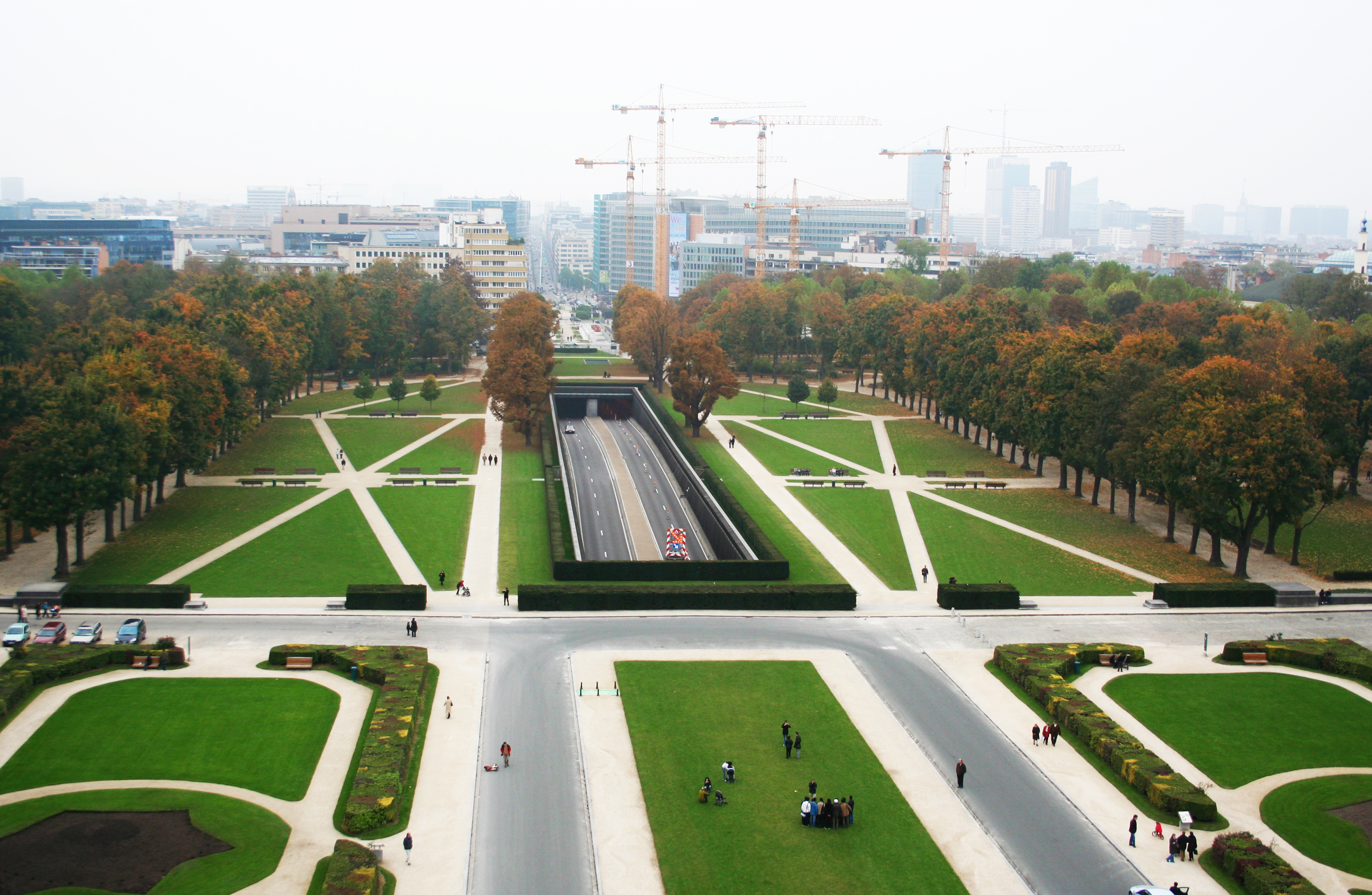
Das Triangle Building während der Bauphase in Blickrichtung quer über den Jubelpark.

Das Hauptgebäude des Triangle Building wurde zum 30. Juni 2009 fertiggestellt. Es ersetzte einen architektonisch vielfältigen Komplex an gleicher Stelle, der als JECL bezeichnet wurde nach den Anfangsbuchstaben der drei umliegenden Straßen Avenue de la Joyeuse Entrée, Avenue de Cortenbergh und Rue de la Loi.
Als 2001 entschieden wurde, den alten JECL-Komplex abzureißen, signalisierte zunächst die Europäische Kommission ihr Kaufinteresse an dem Baugrund, um dort ein neues EU-Konferenzzentrum zu errichten. Die harten Verhandlungen zwischen dem Eigentümer, der AXA, und der Kommission verliefen zäh und dauerten mehr als 5 Jahre an, scheiterten jedoch letztlich 2006 am Kaufpreis.
AXA erbaute durch die Architekturbüros Genval Workshop und ELD danach das aktuelle Gebäude im postmodernen Architekturstil, zunächst mit dem Namen The Capital. Unterteilt ist es in sechs eigenständige Bürountereinheiten.
AXA wollte den Komplex zwischen der Kommission einerseits, nationalen Botschaften und privaten Unternehmen andererseits aufteilen. Die Europäische Kommission weigerte sich jedoch, das Gebäude mit anderen zu teilen, und so dehnten sich die Verhandlungen bis zum August 2010 aus. Als die Verträge dann unterschriftsreif waren, bezogen zunächst im Juli 2010 das Europäische Amt für Personalauswahl einen der sechs Teile des Triangle Building mit einer Bürofläche von 10.000 m². Es folgte der Foreign Policy Instruments Service, eine kleine Abteilung der Kommission und schließlich im Februar 2012 der Europäische Auswärtige Dienst, der zuvor auf sechs unterschiedliche Gebäude in Brüssel verteilt war.

## Architektur
Das Gebäude mit dreieckigem Grundriss ist unterteilt in 6 technisch unabhängige Untereinheiten, benannt nach den Hauptstädten der sechs Gründerstaaten der Europäischen Wirtschaftsgemeinschaft, des Vorgängers der EU: Rom, Paris, Berlin, Luxemburg, Amsterdam und Brüssel. Im Zentrum des Gebäudes befindet sich ein großer kreisrunder Innenhof, üppig bepflanzt, der in 30 Jahren – so der Architekt – „großartig sein wird“.
Das Gebäude wird noch Monate der Anpassungen über sich ergehen lassen müssen, um an die Bedürfnisse des EAD angepasst zu werden, inklusive der Sicherheitseinrichtungen. Noch ist unklar, ob das Büro des Hohen Vertreters der EU für Außen- und Sicherheitspolitik den Schumann-Kreisel und damit den Verkehr zwischen Kommission und Rat im Blick haben wird oder doch in Blickrichtung Jubelpark eingerichtet wird.
Im Gegensatz zum Berlaymont- und dem Justus-Lipsius-Gebäude besitzt das Triangle Building weder einen Privattunnelzugang noch einen Hubschrauberlandeplatz. Möglicherweise reinstalliert AXA wieder einen Fußgängertunnel zum Berlaymont, sodass der Hohe Vertreter das Gebäude verlassen könnte, ohne gesehen zu werden. Anstatt eines Hubschrauberlandeplatzes ist das Dach mit Solarmodulen bedeckt und erfüllt somit die aktuellen Umweltauflagen.
Die zur Straße hin gelegenen Einzelhandelsläden im Erdgeschoss besitzen autonome Heizsysteme und Elektrik für die Steuer- und Sicherheitsauflagen.

## Besitzverhältnisse
Es wird erwartet, dass die Kommission 50.000 der 60.000 Quadratmeter Gesamtfläche für die nächsten 15 Jahre für etwa 10 Millionen Euro pro Jahr mietet. Dabei wird der EAD die meiste Bürofläche beanspruchen, es bleibt aber auch noch etwas Platz für ein paar weitere Kommissionsabteilungen. Eigentümer bleibt das französische Versicherungsunternehmen AXA. Im Erdgeschoss ist straßenseitig Platz für Läden reserviert. Die Miete für den EAD wird 12 Millionen Euro pro Jahr betragen, wobei das erste Jahr kostenfrei bleibt (die Kosten für die sechs separaten Gebäude vor dem Umzug beliefen sich sogar auf 25 Millionen Euro pro Jahr). Amtsantritt des EAD war am 1. Dezember 2010 in der Lobby des Gebäudes.